# Alexis Norambuena
Alexis Patricio Norambuena Ruz (arab. ‏اليكسيس نورامبوينا نصار‎, Aleksis Norambuena Nassar; ur. 31 marca 1984 w Santiago) – palestyński piłkarz chilijskiego pochodzenia występujący na pozycji obrońcy, reprezentant Palestyny w latach 2012–2019.

## Kariera klubowa

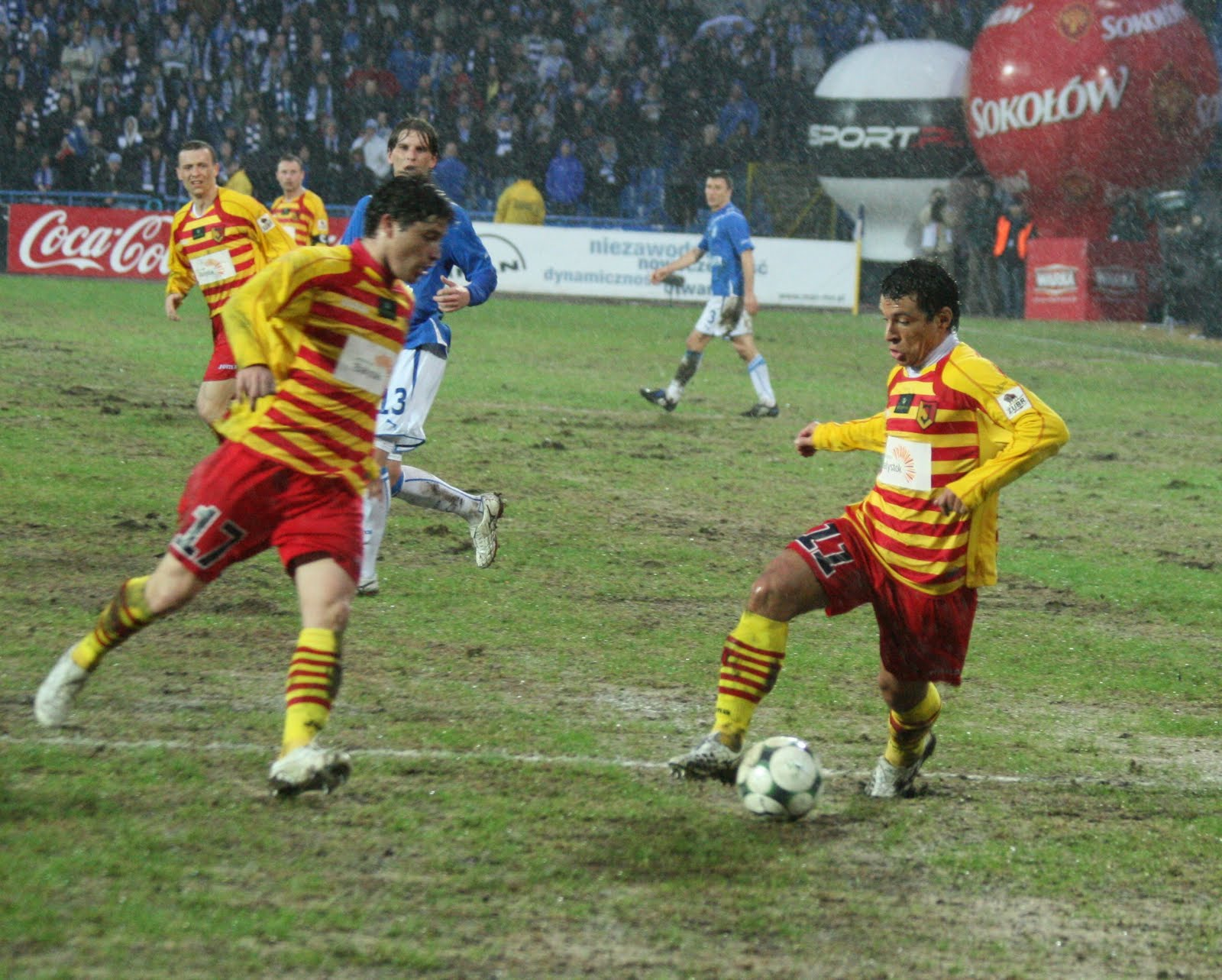
Alexis Norambuena (po lewej) i Hermes w barwach Jagiellonii Białystok podczas meczu z Lechem Poznań (21 marca 2010)

Grę w piłkę nożną na poziomie seniorskim Norambuena rozpoczął w Unión Española, z którym w sezonie 2005 zdobył mistrzostwo Chile. W 2008 roku był graczem CD Ñublense, skąd przeniósł się do Jagiellonii Białystok. Pierwszą bramkę w meczu Ekstraklasy zdobył 26 listopada 2011 z rzutu karnego w zremisowanym przez 1:1 meczu z ŁKS-em Łódź. Norambuena jest rekordzistą Jagiellonii pod względem ilości rozegranych spotkań w polskiej ekstraklasie – zaliczył ich 146. 13 grudnia 2013 wygasł jego kontrakt z białostockim klubem, obie strony nie doszły do porozumienia co do warunków dalszej współpracy.
10 lutego 2014 roku Norambuena został zawodnikiem pierwszoligowego GKS-u Bełchatów. Wraz z nim Alexis zdobył mistrzostwo I Ligi i awansował do Ekstraklasy by w kolejnym sezonie znów spaść na jej zaplecze. Jego kontrakt z klubem z Bełchatowa wygasł 30 czerwca 2015 roku a pierwszoligowiec podjął decyzję o nieprzedłużaniu umowy z zawodnikiem.
Od stycznia 2016 roku Norambuena występował w II-ligowym chilijskim kubie Deportes La Serena. Potem przeniósł się do palestyńskiego klubu Shabab Al-Khalil SC. Następnie grał II-ligowym Deportes Melipilla by 2019 roku zakończyć karierę w chilijskim kubie Deportes Colina.

## Kariera reprezentacyjna
8 czerwca 2012 Norambuena został powołany do reprezentacji Palestyny na turniej Arab Cup 2012 w Arabii Saudyjskiej. Zadebiutował 18 czerwca w wygranym 2:1 meczu z Jemenem. Łącznie w latach 2012–2019 rozegrał w drużynie narodowej 22 oficjalne spotkania i zdobył  bramkę.

### Bramki w reprezentacji
| Lp. | Data              | Miejsce                         | Przeciwnik | Bramka | Rezultat | Ranga meczu     |
| --- | ----------------- | ------------------------------- | ---------- | ------ | -------- | --------------- |
| 1.  | 16 listopada 2018 | Malab Fajsal al-Husajni, Ar-Ram | Pakistan   | 1:1    | 2:1      | Mecz towarzyski |

## Sukcesy
Unión Española
- mistrzostwo Chile: 2005

Jagiellonia Białystok
- Puchar Polski: 2009/10
- Superpuchar Polski: 2010[8]